# Jane Marshall
Jane Marshall va ser una ciclista nord-americana campiona de dues medalles als Campionats del món en contrarellotge per equips. També es proclamà Campiona nacional en contrarellotge el 1986.

## Palmarès
- 1986
  -  Campiona dels Estats Units en contrarellotge
- 1988
  - 1a al Tour de Gila i vencedora de 3 etapes
  - Vencedora d'una etapa a la Women's Challenge
- 1989
  - Vencedora d'una etapa al Bisbee Tour